# Charlotte Cegarra
Charlotte Cegarra (née en 1981) est une autrice-compositrice-interprète française. D'abord membre de plusieurs groupes, elle commence une carrière solo en 2019 sous le nom de scène VoxAxoV.

## Biographie
Originaire de la région parisienne, Charlotte grandit dans une famille de musiciens . Elle dit avoir commencé à faire du trip hop dans son adolescence puis avoir participé à des free party. La découverte de l’artiste Jamie Lidell pendant sa période expérimentale la pousse à enregistrer et chercher sa voix.

### The Kilimanjaro Darkjazz Ensemble
Charlotte Cegarra rejoint l’ensemble néerlandais The Kilimanjaro Darkjazz Ensemble en 2006 en tant que vocaliste. L’ensemble signe avec le label Ad Noiseam et sort l’EP Mutations et l’album Here be dragons. L’album From the stairwell sort en 2010. Elle compose notamment la chanson Sénèque pour le groupe en s'inspirant des réflexions du philosophe.
The Kilimanjaro Darkjazz Ensemble fait également de l’improvisation via son projet « The Mount Fuji Doomjazz Corporation » où Charlotte Cegarra est également vocaliste. Cinq albums live sont enregistrés entre 2007 et 2012. Le groupe oscille entre post-jazz et dark ambient. La voix de Charlotte Cegarra y est comparée à celle de Beth Gibbons, ou à celle de Josefine Cronholm dans le film Mirrormask. Sa présence dans le groupe s'affirme au fur et à mesure et est de plus en plus remarquée par la presse spécialisée. Sa voix finit par être une signature du groupe, de sorte qu'il est régulièrement comparé au groupe Portished en raison du style vocal de Charlotte Cegara,,,,.
Le groupe est officiellement séparé depuis 2012. En dépit de son caractère underground le groupe connait un succès remarqué même hors de l'Europe. Il est également cité par des artistes émergents comme influence et référence du mouvement ambient et drone.

### Charlotte et Magon
Avec le chanteur israélien Magon, Charlotte Cegarra forme le duo Charlotte et Magon qui sort quatre albums, deux EP et trois singles entre 2008 et 2018. Ils chantent majoritairement en anglais. Charlotte y compose et interprète des titres avec Magon. Le groupe décrit son univers comme étant de la cosmic pop et est connu pour le titre I Don’t Wanna Go,.
Le groupe est finaliste du Prix Société Ricard Live Music 2018. Le 20 décembre 2019, le groupe annonce sa séparation définitive sur son compte Facebook. Charlotte démarre le projet VoxAxoV.

### Carrière solo (VoxAxoV)
Après la séparation d'avec Magon, Charlotte Cegarra retourne à l’improvisation et la musique expérimentale qu'elle avait connu au sein du Kilimanjaro Darkjazz Ensemble. Elle crée le projet VoxAxoV qui est son avatar. Ce personnage est non binaire, utilise le pronom « iel » et a une approche liturgique de la musique. Ses morceaux sont des incantations. Pendant ses concerts, le public est invité à écrire des prières sur lesquelles VoxAxoV improvise. Sa musique utilise majoritairement sa propre voix déformée et superposée.
En 2020 VoxAxoV sort l'EP Contemplation Quantique et réalise la bande originale de l’échiquier des deux reines, et de ALEPH ZETA (XVII): The Star et collabore avec Vapa. Le titre intrusion qui parle de violences conjugales sort symboliquement le 8 mars 2021, journée du droit de la femme,. En 2021 dans l'EP pop hybride SIGN, VoxAxoV prête sa voix à l'artiste et chanteuse Scarlett. Ce remplacement suit l'opération des cordes vocales de Scarlett qui ne peut pas chanter à ce moment. Sa voix est modifiée électroniquement pour obtenir un chant complètement androgyne.

## Vie personnelle
Charlotte Cegarra rencontre Magon en 2006 sur internet. Elle le rejoint à l’époque en Israël où ils commencent une relation en parallèle de leur collaboration musicale,. Leur couple se sépare lors de la sortie de leur dernier album.
Charlotte Cegarra annonce sa non binarité dans le titre Zie got Hir Own Style de Charlotte & Magon en 2018.

## Discographie

### Avec Kilimanjaro Darkjazz Ensemble
- 2009 : Here Be Dragons (album studio ; Ad Noiseam, Denovali Records)
- 2009 : Mutations (EP, Ad Noiseam, Denovali Records)
- 2011 : From the Stairwell (album studio ; Denovali Records)
- 2011 : I Forsee The Dark Ahead, If I Stay (album live ; Parallel Corners, Denovali Records)

### Avec The Mount Fuji Doomjazz Corporation
- 2007 : Doomjazz Future Corpses! (album live ; Ad Noiseam, Denovali Records)
- 2009 : Succubus (album live ; Ad Noiseam, Denovali Records)
- 2011 : Anthropomorphic (album live ; Denovali Records)
- 2012 : Егор (album live ; Ad Noiseam, Denovali Records)
- 2012 : Live at Roadburn (album live ; Roadburn)

### Charlotte et Magon
- 2009 : Love Happening (album studio)
- 2013 : Life Factory (album studio)
- 2015 : Egg Dance (EP)
- 2016 : Power in (EP)
- 2017 : Power In The Egg Dance (album studio)
- 2018 : Lyrical Miracle (album studio)
- 2017 : The Game (single)
- 2017 : Always a Secret (single)
- 2019 : Something good (single)

### Sous VoxAxoV
- 2020 :  Contemplation quantique (EP)
- 2020 : You Will Find Yourself/Tu te trouveras (single)
- 2020 : L’échiquier des deux reines (bande-son)
- 2020 : ALEPH ZETA (XVII): The Star (bande-son)
- 2021 : SIGN (EP ; Label Creaked)  (chanteuse remplaçante de Scarlett)
- 2021 : Intrustion (single)